# کارکس اسپیکاتا
کارکس اسپیکاتا (نام علمی: Carex spicata) نام یک گونه از سرده جگن است.